# Горшков, Сергей Ильич (генерал-лейтенант)
Серге́й Ильи́ч Горшко́в (20 сентября 1902, хутор Ольшанка, станица Урюпинская, Хопёрский округ, область войска Донского — 25 июня 1993, Ростов-на-Дону) — советский военный деятель, генерал-лейтенант (13.09.1944).

## Начальная биография
Родился 20 сентября 1902 года на хуторе Ольшанка Хопёрского округа области Войска Донского (ныне Урюпинского района Волгоградской области) в семье донского казака.
До августа 1919 года находился на территории, занятой белогвардейскими войсками под командованием генерала А. И. Деникина, и занимался сельским хозяйством.

## Военная служба

### Гражданская война
В сентябре 1920 года был призван в ряды РККА и направлен на учёбу на 7-е кавалерийские курсы, дислоцированные в Борисоглебске, где служил курсантом и командиром отделения курсантов. В составе курсов принимал участие в подавлении Антоновского восстания на территории Тамбовской, Воронежской и Рязанской губерний, за что был награждён орденом Красного Знамени. Член ВКП(б) с 1920 года.

### Межвоенное время
После окончания курсов в декабре 1921 года направлен на учёбу во 2-ю Борисоглебско-Петроградскую кавалерийскую школу, после окончания которой с ноября 1922 года служил в 25-й стрелковой дивизии (Харьковский военный округ) на должности командира взвода в 73-м стрелковом полку и отдельном кавалерийском эскадроне, дислоцированных в городах Чигирин, Кременчуг и Полтава.
В апреле 1926 года был направлен в 51-й кавалерийский полк (9-я кавалерийская дивизия, Украинский военный округ), дислоцированный городе Гайсин, где служил на должностях командира взвода полковой школы, политрука эскадрона, командира и политрука эскадрона, помощника начальника штаба полка, а в мае 1932 года назначен на должность начальника 4-го отделения штаба 9-й Крымской кавалерийской дивизии. В марте 1933 года направлен на учёбу на штабное отделение кавалерийских курсов усовершенствования командного состава, после окончания которого в июне того же года вернулся в дивизию, где служил на должностях начальника полковой школы младшего комсостава 52-го кавалерийского полка, помощника начальника 1-й части штаба дивизии, начальника штаба 52-го кавалерийского полка, а с сентября 1937 года — на должности командира 49-го кавалерийского полка.
В апреле 1938 года Горшков назначен на должность помощника командира 14-й кавалерийской дивизии, в августе того же года — на должность начальника отдела кадров начсостава штаба Киевского военного округа, в сентябре 1940 года — на эту же должность в Одесском военном округе, а в апреле 1941 года — на должность командира 206-й стрелковой дивизии (7-й стрелковый корпус).

### Великая Отечественная война
С началом войны дивизия под командованием Горшкова принимала участие в боевых действиях в ходе приграничного сражения, а затем в Киевской оборонительной операции, в ходе которой 22 сентября попала в окружение, из которого раненый полковник С. И. Горшков 20 ноября вышел в обмундировании и с оружием в полосе 21-й армии в составе группы из 21 человека, после чего назначен на должность командира 15-й кавалерийской дивизии (Северокавказский военный округ). С июля 1942 года дивизия принимала участие в оборонительных боевых действиях по обороне Кавказа. За успешное выполнение заданий командования, героизм личного состава 27 августа дивизия была преобразована в 11-ю гвардейскую, а Горшков награждён орденом Ленина. Осенью дивизия в составе Черноморской группы войск (Закавказский фронт) защищала перевалы Главного Кавказского хребта, а вела боевые действия на ростовском направлении.
В мае 1943 года был назначен на должность заместителя командира 5-го гвардейского кавалерийского корпуса, который в октябре того же года вёл боевые действия по освобождению Левобережной Украины, вышел ко Днепру у Цюрупинска и затем после форсирования реки освобождал город. В декабре того же года назначен на должность заместителя командира 4-го гвардейского кавалерийского корпуса, который вёл боевые действия по освобождению Молдавии.
В мае 1944 года был назначен на должность командира 5-го гвардейского кавалерийского корпуса, который вскоре принимал участие в боевых действиях в ходе Ясско-Кишинёвской, Дебреценской и Будапештской наступательных операций, а также в освобождении городов Тыргу-Фрумос, Роман, Бакэу, Дебрецен, Ньиредьхаза и Мишкольц.
В октябре исполнял должность командира конно-механизированной группы 2-го Украинского фронта затем вернулся на занимаемую должность командира корпуса, который принимал участие в боевых действиях в ходе Будапештской наступательной операции. За отличие при освобождении Будапешт корпусу было присвоено почётное наименование «Будапештский». Вскоре корпус участвовал в Венской наступательной операции, в ходе которой принимал участие в ходе освобождения городов Надьканижа, Ново, Фридберг и Фишбах.
За время войны С. И. Горшков был пять раз упомянут в благодарственных в приказах Верховного Главнокомандующего.

### Послевоенная карьера
После окончания войны находился на прежней должности.
В марте 1946 года генерал-лейтенант Сергей Ильич Горшков направлен на учёбу на Высшие академические курсы при Высшей военной академии имение К. Е. Ворошилова, после окончания которых в ноябре того же года был уволен в отставку по болезни.
Жил в Ростове-на-Дону, где вёл военно-патриотическую работу, возглавлял научное общество СКВО, а также избирался депутатом горсовета.
Умер 25 июня 1993 года.

## Награды
- Два ордена Ленина (27 августа 1942, 21 февраля 1945[3]);
- Четыре ордена Красного Знамени (1923[4], 27 декабря 1941[5], 29 марта 1943[5], 3 ноября 1944[3]);
- Орден Кутузова 1 степени (13 сентября 1944);
- Орден Суворова 2 степени (03.06.1944);
- Орден Богдана Хмельницкого 2 степени (28.04.1945);
- Орден Отечественной войны 1 степени (06.04.1985)[6];
- Орден Красной Звезды (28.10.1968)[7] ;
- Медали.
- знак «50 лет пребывания в КПСС»

Приказы (благодарности) Верховного Главнокомандующего в которых отмечен С. И. Горшков.
- За разгром группировки противника южнее Ясс, и овладение городами Роман, Бакэу, Бырлад и Хуши — стратегически важными опорными пунктами обороны противника, прикрывающими пути к центральным районам Румынии. 24 августа 1944 года № 174.
- За овладение штурмом крупным промышленным центром Венгрии городом Дебрецен — важным узлом коммуникаций и мощным опорным пунктом обороны противника. 20 октября 1944 года № 199.
- За уничтожение немецкого гарнизона в городе Белград и освобождение столицы Югославии от немецких захватчиков. 20 октября 1944 года. № 200.
- За овладение столицей Венгрии городом Будапешт — стратегически важным узлом обороны немцев на путях к Вене. 13 февраля 1945 года, № 277.
- За овладение центром нефтяной промышленности Венгрии городом Надьканижа — важным узлом дорог и сильным опорным пунктом обороны немцев. 2 апреля 1945 года. № 327.

Почётные звания
- Почётный гражданин города Ростова-на-Дону (1979).

Других стран
- Командор Ордена Британской Империи Великобритания (1944)[8].
- Крест Храбрых (ПНР)
- Орден Заслуг Венгерской Народной Республики (ВНР)

## Память
В Ростове-на-Дону в честь Горшкова назван проспект.
В Урюпинске именем Горшкова названа улица и Урюпинская школа-интернат для детей-сирот и детей.
Советский писатель К. М. Симонов в своём рассказе «Сын Аксиньи Ивановны» образ С. И. Горшкова взят для героя рассказа полковника Вершкова.